# Biak (langue)
Pour les articles homonymes, voir Biak (homonymie).
Le biak ou numfor est une langue d'Indonésie parlée par environ 70 000 locuteurs. Elle appartient au groupe central-oriental de la branche malayo-polynésienne des langues austronésiennes.